# 陳建禎
陳 建禎（ちん けんてい、1989年11月20日 - ）は、台湾の男子バレーボール選手である。

## 来歴
高雄市出身。10歳の頃からバレーボールを始める。
2010年、チャイニーズタイペイ代表としてAVCカップに出場。2011年、アジア選手権に出場。以降、チャイニーズタイペイ代表として国際大会出場を続ける。また、代表でキャプテンも務めた。
2015年、中国の福建省に入団。
2017年、日本のV・チャレンジリーグII（当時のVリーグ3部相当）に所属するヴォレアス北海道に入団した。
2018年、ヴォレアスから契約継続が希望されていたが、V.LEAGUE DIVISION1(V1)のパナソニックパンサーズからオファーがあり、パナソニックへの移籍を決断。V1でプレーすることとなる。しかし、パナソニックではアウトサイドヒッターの層が厚く、ワンポイントブロッカーでの出場がメインになるなど思うように試合に出れず、シーズン最後の方は出番が増えるものの、悩んだ末に1シーズンでパナソニックを退団。
2019年からは、V1のJTサンダーズ広島でプレーすることとなった。
2022年、3シーズンプレーしたJTサンダーズ広島を退団し、V2のサフィルヴァ北海道（現・北海道イエロースターズ）に移籍した。
2024年、SVリーグ所属のヴォレアス北海道に入団。7年ぶりの復帰となった。2024-25の1シーズン在籍し退団。

## 球歴
- チャイニーズタイペイ代表
  - アジア選手権 - 2011年、2013年、2015年、2017年、2019年
  - AVCカップ - 2010年、2016年、2018年

## 所属チーム
- 福建師範大学バレーボールチーム（2015-2017年）
- ヴォレアス北海道（2017-2018年）
- パナソニックパンサーズ（2018-2019年）
- JTサンダーズ広島（2019-2022年）
- 北海道イエロースターズ（2022-2024年）
- ヴォレアス北海道（2024-2025年）

## 受賞歴
- 2015年 - バレーボールアジアクラブ選手権 ベストサイドアタッカー賞
- 2018年 - 2017/18 V・チャレンジリーグII 最高殊勲選手賞(MVP)、得点王、スパイク賞